# Ligament inter-carpien palmaire
Les ligaments inter-carpiens palmaires (ou ligaments médio-carpiens antérieurs ou ligaments médio-carpiens palmaires) sont les ligaments de l'articulation médio-carpienne et qui constituent le ligament radié du carpe :
- ligament scapho-capitatum,
- ligament triquétro-capital,
- ligament trapézoïdio-capital palmaire ou ligament capito-trapézien,
- ligament capito-hamatal palmaire.